# Eva Dahlbeck
Eva Dahlbeck (Saltsjö-Duvnäs, 8 marzo 1920 – Hässelby-Vällingby, 8 febbraio 2008) è stata un'attrice e scrittrice svedese.

## Biografia
Dal 1941 studiò recitazione alla Dramatens Elevskola di Stoccolma, diplomandosi nel 1944 e recitandovi fino al 1964. Il suo debutto al cinema avvenne già nel 1942 con il film Rid i natt!.
Tra i ruoli più importanti nei suoi primi film, si segnalano quello della giornalista Vivi in Kärlek och störtlopp (1946), dell'operaia Rya-Rya in Bara en mor (1949), della signora Larsson madre di sette figli in Kastrullresan (1950), e della giovane maestra elementare nel film di Gustaf Molander Trots (1952). Negli anni cinquanta Eva Dahlbeck era una delle attrici svedesi più popolari e divenne nota a livello internazionale per le sue interpretazioni nei film di Ingmar Bergman: Donne in attesa (1952), Una lezione d'amore (1954), Sogni di donna (1955), Sorrisi di una notte d'estate (1955).
Negli anni sessanta si dedicò soprattutto alla letteratura, pubblicando poesie e racconti. Scrisse anche la sceneggiatura del film Yngsjömordet (1966) di Arne Mattsson. Recitò per l'ultima volta nel 1970 nel film danese Tintomara.
Eva Dahlbeck sposò nel 1944 Sven Lampell, un ufficiale d'aviazione, ed ebbe due figli. Negli ultimi anni, afflitta dal malattia di Alzheimer, visse ad Hässelby-Vällingby, un sobborgo di Stoccolma, dove morì nel 2008.

## Filmografia
- Il boia di Brandebold (Rid i natt!), regia di Gustaf Molander (1942)
- Räkna de lyckliga stunderna blott, regia di Rune Carlsten (1944)
- Rose nere (Svarta rosor), regia di Rune Carlsten (1945)
- Den allvarsamma leken, regia di Rune Carlsten (1945)
- Brita i grosshandlarhuset, regia di Åke Ohberg (1946)
- Kärlek och störtlopp, regia di Rolf Husberg (1946)
- Möte i natten, regia di Hasse Ekman (1946)
- Nyckeln och ringen, regia di Anders Henrikson (1947)
- Två kvinnor, regia di Arnold Sjöstrand (1947)
- Folket i Simlångsdalen, regia di Åke Ohberg (1947)
- Var sin väg, regia di Hasse Ekman (1948)
- Lars Hård, regia di Hampe Faustman (1948)
- Eva, regia di Gustaf Molander (1948)
- Bara en mor, regia di Alf Sjöberg (1949)
- Hjärter Knekt, regia di Hasse Ekman (1950)
- Fästmö uthyres, regia di Gustaf Molander (1950)
- Kastrullresan, regia di Arne Mattsson (1950)
- Bärande hav, regia di Arne Mattsson (1951)
- Sköna Helena, regia di Gustaf Edgren (1951)
- Donne in attesa (Kvinnors väntan), regia di Ingmar Bergman (1952)
- Ubåt 39, regia di Hampe Faustman (1952)
- Sabotage, regia di Eric Johnson (1952)
- Trots, regia di Gustaf Molander  (1952)
- Barabba (Barabbas), regia di Alf Sjöberg (1953)
- I figli della tempesta (Sie fanden eine Heimat), regia di Leopold Lindtberg (1953)
- Göingehövdingen, regia di Åke Ohberg (1953)
- Kvinnohuset, regia di Hampe Faustman (1953)
- Una lezione d'amore (En lektion i kärlek), regia di Ingmar Bergman (1954)
- Sogni di donna (Kvinnodröm), regia di Ingmar Bergman (1955)
- Sorrisi di una notte d'estate (Sommarnattens leende), regia di Ingmar Bergman (1955)
- Resa i natten, regia di Hampe Faustman (1955)
- La sesta coppia fuori (Sista paret ut), regia di Alf Sjöberg (1956)
- Tarps Elin, regia di Kenne Fant (1956)
- Möten i skymningen, regia di Alf Kjellin (1957)
- Sommarnöje sökes, regia di Hasse Ekman (1957)
- Alle soglie della vita (Nära livet), regia di Ingmar Bergman (1958)
- Kärlekens decimaler, regia di Hasse Ekman (1960)
- Tre önskningar, regia di Göran Gentele (1960)
- A Matter of Morals, regia di John Cromwell (1961)
- Biljett till paradiset, regia di Arne Mattsson (1962)
- Il falso traditore (The Counterfeit Traitor), regia di George Seaton (1962)
- A proposito di tutte queste... signore (För att inte tala om alla dessa kvinnor), regia di Ingmar Bergman (1964)
- Gli amorosi (Älskande par), regia di Mai Zetterling (1964)
- Kattorna, regia di Henning Carlsen (1965)
- Morianna (Morianerna), regia di Arne Mattsson (1965)
- Le creature (Les créatures), regia di Agnès Varda (1966)
- Den røde kappe, regia di Gabriel Axel (1967)
- Quando due corpi si incontrano una dolce musica... (Människor möts och ljuv musik uppstår i hjärtat), regia di Henning Carlsen (1967)
- Al di là del ponte (Tintomara), regia di Hans Abramson (1970)
- A Day at the Beach, regia di Simon Hesera (1970)

## Doppiatrici italiane
- Lydia Simoneschi in Donne in attesa, Una lezione d'amore, Sorrisi di una notte d'estate, Alle soglie della vita
- Andreina Pagnani in A proposito di tutte queste...signore

## Racconti
- Dessa mina minsta, 1955
- Genom fönstren: dikter, 1963
- Hem till kaos, 1964
- Sista spegeln: preludier, 1965
- Den sjunde natten: detaljer, 1966
- Domen, 1967
- Med seende ögon, 1972
- Hjärtslagen, 1974
- Saknadens dal, 1976
- Maktspråket, 1979
- I våra tomma rum, 1980
- Serveto och den eviga elden, 1988
- Vapenhandlarens död: ett reportage från insidan, 1991
- På kärlekens villkor: en vandring i laglöst land, 1996
- Sökarljus, 1999

## Premi
- Ottenne al Festival di Cannes 1958 il premio per la miglior attrice ex aequo con Bibi Andersson, Barbro Hiort af Ornäs e Ingrid Thulin nel film di Bergman Alle soglie della vita.

Guldbagge - 1965
Miglior attrice - Kattorna